# Raffaella Barker
Raffaella Flora Barker (24 de noviembre de 1964) es una autora inglesa. Nacida en Londres, se mudó con tres años, a un campo de Norfolk. Es una de los quince hijos del poeta George Barker, el mayor es el novelista Elspeth Barker. Vive en Norfolk, Inglaterra con su familia.

## Biografía
Raffaella nació en 1964 y vivió en Itteringham Norfolk. Después de concurrir al Norwich Instituto para Niñas, Raffaella dejó Norfolk y fue a Londres donde modeló, editó películas e hizo periodismo antes de escribir novelas. Ha escrito nueve novelas, incluyendo una para adultos jóvenes (ver "Publicaciones"). También ha escrito cuentos para la radio, trabajado en revista & de Reina de los Harper, como columnista para Vida de País y ha sido colaboradora regular para el Tiempo de domingo, el Telégrafo de domingo, Harper Bazar y el Espectador. También enseña Literatura inglesa y Escritura Creativa BA en la Universidad del este Anglia y el Guardián Clase magistral de Escritura Novel.

## Publicaciones
- Vení y Decirme Un poco Mentiras 231 p. Publicó Bloomsbury Publishing Plc, ISBN 1408850672, ISBN 9781408850671 (1994)

- El Gancho (1996)

- Hens Dancing 302 p. Publicó ISIS Large Print Books, ISBN 0753172070, ISBN 9780753172070 (1999)

- Summertime (2001)

- Hierba verde (2002)

- Fosforescencia 195 p. Publicó Macmillan Children's, ISBN 0330410245, ISBN 9780330410243 (2004)

- Una Vida Perfecta (2006)

- Poppyland (2008)

- De una Distancia (2014)